# Beckley (Virgínia Ocidental)
Beckley é uma cidade localizada no estado norte-americano de Virgínia Ocidental, no Condado de Raleigh.

## Demografia
Segundo o censo norte-americano de 2000, a sua população era de 17.254 habitantes. 
Em 2006, foi estimada uma população de 16.828, um decréscimo de 426 (-2.5%).

## Geografia
De acordo com o United States Census Bureau tem uma área de 
23,8 km², dos quais 23,8 km² cobertos por terra e 0,0 km² cobertos por água. Beckley localiza-se a aproximadamente 583 m acima do nível do mar.

## Localidades na vizinhança
O diagrama seguinte representa as localidades num raio de 8 km ao redor de Beckley. 